# Damernas parhoppning i svikthopp i simhopp vid olympiska sommarspelen 2008
De 3 meter höga hoppen för damer i par i simhopp under de olympiska sommarspelen i Peking 2008 hölls den 10 augusti i Beijing National Aquatics Center, mer känt som "vattenkuben". Endast en omgång av dessa sviktsimhopp hölls som innehöll åtta deltagare. Alla fick hoppa sex hopp var.

## Medaljörer
| Event                         | Guld                            | Silver                                              | Brons                                    |
| Parhoppning 3 meter svikthopp | Guo Jingjing och Wu Minxia Kina | Julija Pachalina och Anastasia Pozdnjakova Ryssland | Ditte Kotzian och Heike Fischer Tyskland |

## Resultat
| Placering | Nation                                         | Hopp  | Hopp  | Hopp  | Hopp  | Hopp  | Totalt |
| Placering | Nation                                         | 1     | 2     | 3     | 4     | 5     | Totalt |
| --------- | ---------------------------------------------- | ----- | ----- | ----- | ----- | ----- | ------ |
| 1         | Kina Guo Jingjing Wu Minxia                    | 52,80 | 57,60 | 75,60 | 81,90 | 75,60 | 343,50 |
| 2         | Ryssland Julia Pakhalina Anastasia Pozdnyakova | 52,80 | 51,00 | 69,30 | 77,43 | 73,08 | 323,61 |
| 3         | Tyskland Ditte Kotzian Heike Fischer           | 51,00 | 51,60 | 68,40 | 70,20 | 76,50 | 318,90 |
| 4         | USA Kelci Bryant Ariel Rittenhouse             | 52,80 | 51,00 | 69,30 | 69,30 | 72,00 | 314,40 |
| 5         | Australien Briony Cole Sharleen Stratton       | 52,20 | 51,60 | 68,40 | 67,14 | 72,00 | 311,34 |
| 6         | Italien Noemi Batki Francesca Dallapè          | 48,00 | 51,60 | 68,40 | 70,20 | 58,50 | 296,70 |
| 7         | Ukraina Mariya Voloshchenko Anna Pysmenska     | 49,80 | 48,00 | 63,80 | 65,70 | 65,70 | 293,10 |
| 8         | Storbritannien Tandi Gerrard Hayley Sage       | 46,80 | 48,60 | 53,70 | 65,29 | 63,84 | 278,25 |